# Academia de las Lenguas Bisayas
La Academia de las Lenguas Bisayas de Sámar y Leyte fue una academia de la lengua, hoy en día ya no activa, promovida y fundada en Filipinas en 1909 por Norberto Romuáldez, escritor y lingüista muy preocupado por la conservación, reglamentación y promoción de su lengua materna y otras del entorno.
Gracias a su trabajo se publicaron diferentes gramáticas del samareño y obras literarias o técnicas en o sobre esta lengua filipina, que tiene cerca de 3 millones de hablantes y todavía es de uso familiar frecuente hoy en día.

## Miembros fundadores
- Norberto Romuáldez
- Iluminado Lucente
- Eduardo Makabenta
- Vicente I. de Veyra